# Kolportör
Kolportör (franska col, hals, och porteur, bärare) är en historisk benämning på kringresande bokförsäljare av religiös eller annan litteratur. Den kunde även i vidare mening användas för andra sorters försäljare eller nyhetsspridare.

## Betydelser
I svenska språket har ordet kolportör haft tre olika betydelser:
- Nyhetsförmedlare eller rapportör. Den här betydelsen finns belagd i svenskan sedan 1798, bland annat via tidskriftstiteln Colportören.[2]
- Kringresande försäljare av böcker eller tidningar, ibland även av andra varor. Den här betydelsen finns belagd i svensk skrift sedan 1801.[2] I äldre tid kunde bokförsäljning vid dörren kallas för kolportage. Begreppet kolportageroman kom att betyda "dålig underhållningsroman".[3]
- Kringresande försäljare/spridare av religiös litteratur, ofta i kombination med en verksamhet som predikant. Betydelsen finns i svensk skrift första gången 1831.[2]

I Svenska Akademiens ordbok, spalt K1912 (tryckt 1936), angavs att den förstnämnda betydelsen då inte längre var i bruk. 1900-talets stora spridning av dagstidningar introducerade mera ordnade yrkestitlar som reporter och reportage (istället för 1800-talets kolportör och kolportage).

## Historik (Sverige)
Under 1800-talet och fram till konventikelplakatets upphävande år 1858, anställde så kallade traktatsällskap ambulerande kolportörer med uppgift att sälja eller dela ut kristen litteratur. Detta innebar oftast billiga småskrifter med uppbyggligt innehåll. De religiösa kolportörerna kunde få särskilda kolportörsbrev utfärdade åt sig, vilket motsvarade betyg eller intyg för att kunna verka som predikant.
Benämningen användes även om kringresande tidningsförsäljare och försäljare av skillingtryck. I vidare mening kunde också kringvandrande eller gatuförsäljare av andra varor också få den här beteckningen.
Sedan konventikelplakatet avskaffats fick kolportörerna även rätt att framföra muntliga budskap; de började hålla religiösa anföranden och predika.
Ur kolportörsyrket utvecklades det frikyrkliga predikantskapet.
I modernt språkbruk används titeln för dörrförsäljare av till exempel jultidningar och kvällstidningar.

### Kolportageroman
I Sverige mellan 1880 och 1920 förekom en periodisk romandistributionsform – kolportageromanen – där romanen delats upp på tioöreshäften bestående av vanligtvis 16 sidor (även häften med 24 eller 32 sidor förekom). De flesta svenska kolportageromaner omfattade 75 häften (1200 sidor).